# Juan Nepomuceno Uriburu
Juan Nepomuceno Nicolás Uriburu (Salta, 18 de octubre de 1805 - 26 de diciembre de 1887) fue un comerciante y político argentino, que fue Gobernador de la Provincia de Salta entre los años 1862 y 1864.

## Inicios de su actividad política
Desde su juventud fue comerciante textil. Su primera actuación pública ocurrió en 1832, cuando formó parte de los vecinos convocados al Cabildo de Salta para nombrar el sucesor del gobernador Pablo Latorre, derrotado y prisionero; el nombrado fue José María Saravia, que ejerció como gobernador provisorio hasta que se reuniese la Legislatura.
En 1834 se casó con Casiana Castro y Sancetenea, nacida en Oruro, Alto Perú, hija de un veterano coronel realista salteño.
Participó en los gobiernos federales de su provincia, y en 1837 era procurador de la ciudad de Salta. Opositor a los dirigentes de la Coalición del Norte, que pretendía derribar a Juan Manuel de Rosas, debió exiliarse en Bolivia hasta el retorno de los federales al poder.
Fue miembro de la Convención que sancionó en 1855 la constitución de la provincia de Salta, presidida por Evaristo de Uriburu, y de la cual fue secretario el después presidente José Evaristo Uriburu. En 1858 fue presidente de la legislatura provincial, durante el gobierno de Martín Güemes y Puch.
Durante el gobierno del general Anselmo Rojo fue gobernador delegado por ausencia del titular desde mayo hasta el 6 de junio de 1861.
Durante la gobernación de José María Todd estaba alineado con la política de Bartolomé Mitre, junto con toda su familia. El gobierno de Todd, creyendo que el expresidente Urquiza había vencido a Mitre en la Batalla de Pavón, suprimió todos los partidos políticos y dio el mando de su ejército al general Aniceto Latorre, pero ante el avance del ejército porteño de Wenceslao Paunero terminó por huir al exilio. Una revolución declaró disuelta la Legislatura y la Cámara de Justicia nombró gobernador interino al general sanjuanino Anselmo Rojo.
El gobernador Rojo llamó a elecciones para legisladores provinciales, en las cuales el partido federal no participó. Juan Nepomuceno Uriburu volvió a presidir la legislatura, y el 7 de mayo de 1862 fue elegido gobernador de la provincia de Salta.

## Gobernador de Salta
Fue su ministro de gobierno Juan Manuel Arias Cornejo y poco después el canónigo Genaro Feijóo.
Inauguró la adaptación del Cabildo salteño para Casa de Gobierno, obra que había iniciado Todd, y un pozo de agua en medio de la Plaza principal de la ciudad, a la que le llamó Plaza Nueve de Julio. Ordenó la fabricación de diez carros recolectores de basura, reorganizó el Poder Judicial, creó las fiscalías de hacienda y del crimen y la Inspección General de Escuelas de la provincia.
Autorizó al empresario Natalio Roldán la fundación de Colonia Rivadavia en plena región chaqueña.
Creó el Departamento Topográfico de la Provincia y la policía de la campaña. Creó el Departamento Cafayate y prohibió la enajenación gratuita de tierras públicas, que se reservaban para la fundación de colonias agrícolas.

## Revueltas federales
Envió una expedición sobre la Provincia de Catamarca, que había sido invadida por los federales del Chacho Peñaloza. Para tal fin se ubicó en Cafayate y envió sus tropas sobre Andalgalá; aprovechó para perseguir a los federales en el interior de la provincia. Por decreto del presidente Mitre se formó en Salta el Regimiento Nro 8 de Infantería de Línea en Salta, cuyo primer jefe fue el coronel Diego Wilde; entre sus primeros oficiales se contaron Napoleón Uriburu y José María Uruburu, sobrinos del gobernador.
Al producirse la invasión desde Bolivia del exgobernador federal tucumano Celedonio Gutiérrez, el gobierno tucumano exigió la extradición del invasor a su provincia natal para juzgarlo; Uriburu rechazó la exigencia, mientras Gutiérrez huía a Bolivia. No obstante, poco después Gutiérrez regresó a Salta; Uriburu lo acusó de planificar su derrocamiento, arrestándolo. Poco después debió ponerlo en libertad, por falta de pruebas. Mientras tanto, Uriburu pidió que se le concedieran facultades extraordinarias, pero le fueron denegadas.
Durante los siguientes meses, las tropas del regimiento de Wilde y el batallón de Guardia Nacional —milicia provincial especialmente armada por el gobierno nacional— persiguieron a los opositores, incluyendo en sus acciones actos de violencia y arresto. Por su parte, la oposición, formada principalmente por federales, pero también por facciones descontentas del liberalismo, lanzó una fuerte campaña periodística a través del periódico El Libre, dirigido por José Samuel Aráoz. Entre otros dirigentes opositores se contaron también el diputado provincial Isidoro López, sobrino del coronel Wilde, Zacarías Tedín y el cura Emilio Castro Boedo, que más tarde acompañaría a Felipe Varela.
Como respuesta, en marzo de 1864 los partidarios de Uriburu destruyeron la imprenta de Aráoz. Sin hacerse responsable por este hecho, el gobernador lanzó un manifiesto público contra los editores del periódico, que ya no tenían forma de defenderse de las acusaciones; y acto seguido ordenó el arresto de los editores, líderes de la oposición, acusándolos de ser los "principales agitadores del pueblo" y acusando a los jueces de no haber puesto límites a la libertad de prensa. Simultáneamente, Uriburu se apoyaba cada vez más en su entorno familiar, cerrando el círculo de sus sostenedores.

## División del partido liberal salteño
El resultado de las persecuciones fue que la mayoría de la Legislatura, antes partidaria del gobernador, se manifestó unida a la oposición y lanzó un manifiesto censurando los actos del gobernador. Poco después, el día 15 de marzo, el Regimiento Nro 8 de Línea, provisoriamente establecido en San Salvador de Jujuy, se sublevó contra sus jefes y marchó hacia Salta. Simultáneamente apareció el general federal Aniceto Latorre al frente de una montonera que ocupó algunos pueblos, como Rosario de Lerma y Chicoana.
El gobernador ordenó a su sobrino José que, al frente del segundo batallón de Guardias Nacionales, hiciera frente a las fuerzas que venían desde Jujuy. Al mando de 300 hombres -100 de la Guardia Nacional, 100 del Regimiento Nro al mando de Napoleón Uriburu y 100 milicianos de caballería-, Pepe Uriburu enfrentó a los invasores en el Combate de Los Sauces, del 18 de marzo, a nueve leguas de la capital. Lograda la victoria al precio de cuatro muertos entre los derrotados, tomó prisioneros prácticamente a la totalidad de los sublevados, que acusaron de su insurrección al coronel Wilde y mencionaron que estaban de acuerdo con las fuerzas de Latorre.
Pero apenas alejadas de la capital las tropas del gobierno, estalló otra insurrección en la ciudad, dirigidos por el cura Castro Boedo y varias personalidades menores. Superando por número a una partida del gobierno, se vieron obligados a salir de la ciudad, donde el día 19 de marzo fueron derrotados en el Combate de El Brete, con el saldo de cinco muertos.
Tras aplastar a sus enemigos, Uriburu se encontró con que todo el mundo lo criticaba: Antonino Taboada, caudillo mitrista de Santiago del Estero y José María del Campo, de Tucumán, por haber sido demasiado suave con sus oponentes. Éstos, por aplastar las libertades individuales en la provincia.
Con el apoyo de los federales, la fracción liberal opositora anunció que nombraría gobernador al oftalmólogo Cleto Aguirre. El gobernador había decidido que su sobrino Pepe Uriburu fuera su sucesor, pero pronto se vio que estaba en minoría. Por ello, el frustrado candidato decidió usar la fuerza para impedir que su familia fuese apartada del poder. Algunos mediadores propusieron la candidatura de Juan Pablo Saravia, pero esta fue rechazada por ambos bandos.

## Revolución de los Uriburus
Tras exigir que su tío lo apoyase, José Uriburu se lanzó a la revolución: el 8 de mayo de 1864, tres días antes de la elección del gobernador, el Regimiento Nro 8 —al mando de Emilio Alfaro, sucesor de Wilde— se proclamó en rebeldía, depuso al gobernador y nombró por su propia autoridad para ese cargo a José Uriburu, en carácter de provisorio. Entre los jefes de la revolución se contaban otros dos Uriburu, los futuros generales Napoleón y José María. También la Guardia Provincial y la policía se amotinó, poniendo bajo arresto al gobernador saliente y declarando disueltos los poderes provinciales. Con los hechos consumados, el regimiento reconoció al nuevo gobernador.
El presidente de la Legislatura, Segundo Díaz de Bedoya, se negó a convalidar los hechos ni a convocar a la Legislatura para que ella lo hiciera. Todos los miembros de la misma fueron arrestados, con excepción de los pocos que secundaban al jefe insurrecto. Díaz de Bedoya escapó de la ciudad y se instaló en La Caldera, desde donde organizó la resistencia contra el golpe de Estado, y donde asumió el gobierno en carácter de interino. Ordenó la movilización de todas las fuerzas provinciales, llegando en pocos días a reunir unos mil hombres, provenientes de todos los pueblos de la provincia. Además de las milicias provinciales, se habían unido al gobernador legal los jefes montoneros Latorre y Castro Boedo, y el depuesto coronel Wilde.
El 15 de mayo, las fuerzas de los Uriburu intentaron un avance hacia el este de la provincia, pero fueron derrotadas en el combate de Campo Santo. Pocos días después, las fuerzas legales pusieron sitio a la ciudad de Salta, aumentando luego su cantidad a dos mil hombres y ocuparon el convento de San Francisco, a una cuadra de la Plaza Independencia, donde estaban acantonadas las fuerzas del usurpador. El combate del 31 de mayo costó casi 30 muertos, y a continuación unos 100 hombres de la plaza se pasaron a los sitiadores.
Pese al apoyo de palabra recibido de Taboada, de Rojo y de los demás jefes mitristas de la región, Uriburu no contaba con más fuerza que los 500 hombres que sostenían la capital. El único gobernador que podría haber efectivamente ayudado al gobernador revolucionario era Daniel Aráoz, de Jujuy, pero éste decidió sostener a Díaz de Bedoya.
El presidente Mitre escribió al jefe sublevado desaprobando su revolución, y solicitó al Congreso la aprobación para una intervención federal en Salta. El Congreso respondió que, de acuerdo a la Constitución, procedía una intervención sólo a requisición del gobierno; que el gobernador legal era Díaz de Bedoya y no había solicitado la intervención federal, que -por otro lado- tampoco había solicitado Uriburu.
El 4 de junio, las fuerzas de Díaz de Bedoya ocuparon la capital tras un sangriento combate. Poco después, la Legislatura celebraba la elección del gobernador titular, nombrando para el cargo a Cleto Aguirre. José Uriburu logró fugarse hacia Tucumán, lo que en opinión de muchos testigos salvó su vida.

## Últimos años
Si bien no había apoyado la revolución, Juan Nepomuceno Uriburu tampoco había hecho nada en contra su sobrino. Aparentemente arrestado en su propia casa, dos días después del estallido de la revolución huyó a Tucumán con una fuerte escolta, acompañado de su hijo Pío Uriburu. Fueron capturados por una partida enemiga en La Viña, pero fue puesto en libertad al poco tiempo, continuando su marcha hacia la capital tucumana, donde el gobernador José Posse le dio refugio y trató de mediar entre los bandos salteños en lucha.
Los Uriburu perdieron la mayor parte de su influencia a nivel provincia, y su propia casa fue ocupada por las autoridades provinciales. Debió pedir ayuda a sus antiguos colaboradores, que le permitieron sobrevivir, aunque en la pobreza. Regresado a Salta muchos años más tarde, la familia volvió a cobrar protagonismo gracias a la influencia de José Evaristo Uriburu, que más tarde llegaría a la presidencia.
Juan Nepomuceno Uriburu nunca volvió a actuar en política, y falleció en Salta en 1887. Fue el padre del después gobernador salteño Pío Uriburu y abuelo del historiador y ministro Carlos Ibarguren.